# José Carlos Fernández Piedra
José Carlos Fernández Piedra (Trujillo, 14 de mayo de 1983) es un exfutbolista peruano. Jugó como delantero centro y su último equipo fue el Carlos A. Mannucci.

## Trayectoria
Estudió en el Colegio Sir Alexander Fleming de Trujillo. Comenzó su carrera deportiva en el 2002 con la camiseta del Coopsol Trujillo. Debutó el 22 de septiembre de ese año frente al Coronel Bolognesi en Trujillo. Al año siguiente pasó a Sport Coopsol de Lima que logró el título de la Segunda División Peruana 2003 y el ascenso a Primera. A inicios del 2004, la Universidad de San Martín le compró la categoría a Coopsol, por lo que Fernández pasó a formar del parte del plantel santo que condujo el 'Ciego' Juan Carlos Oblitas, pero sin lograr continuidad. Al año siguiente regresó a su tierra natal para defender a la Universidad César Vallejo, que perdió la categoría con la dirección técnica de Franco Navarro. 
En el 2006 fue fichado por el F. B. C. Melgar de Arequipa. En diciembre de ese año no había recibido ofertas interesantes para seguir ligado al fútbol profesional, por lo que estuvo a punto de retirarse y entrar a la universidad a estudiar. Sin embargo, apareció Cienciano del Cusco y lo contrató por tres años. Debido a la cantidad de delanteros en el plantel cusqueño, fue cedido a préstamo al Bolognesi de Tacna en el Torneo Apertura 2007. Para el Clausura volvió a la Ciudad Imperial y fue goleador del cuadro que dirigió Franco Navarro con 12 tantos. 
A fines del 2007 recibió una oferta del Chernomorets Odessa de la Liga Premier de Ucrania, donde apenas jugó porque su entrenador quería un atacante por las bandas y no uno con sus características. 
En mayo del 2008 viajó a Bélgica para enrolarse en el Cercle Brugge por un año. Sin embargo, el 10 de febrero de 2009 rescindió su contrato con el club belga por mutuo acuerdo, e inmediatamente se hizo pública su vinculación con Alianza Lima. Con el cuadro íntimo destacó en la Copa Libertadores 2010, llegando hasta octavos de final y anotando 7 goles, los cuales le valieron estar en el noveno lugar de la lista del Mejor Goleador del Mundo 2010 en el mes de mayo. El ranking, elaborado por la IFFHS, toma en cuenta los goles anotados en encuentros internacionales a nivel de clubes o países.
Su buena performance en el torneo continental propició que varios clubes se interesaran en ficharlo pero las negociaciones se complicaron a último momento e imposibilitaron su contratación.. Finalmente, fue fichado por el Deportivo Quito de Ecuador, club con el que anotó un gol en la Copa Sudamericana 2010, pero que fue eliminado del certamen por la Universidad San Martín. Al finalizar el año 2010, José Carlos totalizó 10 goles a nivel internacional: 7 con Alianza, 1 con el Deportivo Quito y 2 con la selección peruana.
En noviembre de 2010, contrajo una lesión a la rodilla jugando por el Deportivo Quito. Semanas después, se confirmó que tenía una rotura de ligamento cruzado anterior en la pierna izquierda, por la cual fue operado con éxito en enero del año siguiente. Luego de algunos meses de para, empezó su etapa de recuperación entrenando como invitado en Alianza Lima. Ya en la última parte de su recuperación, en julio de 2011, acudió a la FIFA para desvincularse del Deportivo Quito en vista que le debían 6 meses de sueldo. Finalmente, Alianza Lima anunció el 2 de agosto que había llegado a un acuerdo con José Carlos Fernández para que este juegue por el club en la segunda parte del Campeonato Descentralizado 2011.
Tras un buen primer semestre con Alianza, anotando 8 goles en 14 partidos de liga, a fines de junio de 2012 es contratado por el club Argentinos Juniors tras desvincularse del equipo íntimo. El 12 de agosto de 2012 sufrió una luxofractura en el tobillo izquierdo durante el partido de la fecha 2 del Torneo Inicial 2012, teniendo como mínimo 5 meses de recuperación.
Fue cedido al Sporting Cristal a finales de marzo del 2013 y a mediado del 2014 desciende con Argentinos Juniors. Luego de eso ha pasado por distintos equipos del fútbol peruano.
En diciembre del 2018 ficha por Sport Huancayo por todo el 2019 para jugar la Copa Sudamericana.
A mediados de año ficha por Carlos A. Mannucci.

## Selección nacional

### Selección Peruana sub-23
En el 2003, estuvo en una preselección Sub-23 con Paulo Autuori, y también en el 2006, cuando el equipo nacional de esa categoría era dirigido por Franco Navarro. Disputó un encuentro ante Chile en el Estadio Bicentenario Municipal Nelson Oyarzún de Chillán, que finalizó 1-1, justamente con gol suyo.

### Selección Peruana
En noviembre de 2007, 'Chemo' Del Solar lo convocó en lugar de Paolo Guerrero para el duelo eliminatorio ante Ecuador, pero no llegó a alternar en aquel encuentro jugado en el Estadio Olímpico Atahualpa.
Posteriormente, Sergio Markarián convocó a Fernández debido a su buena actuación en la Copa Libertadores 2010 con Alianza Lima y también en la Copa Sudamericana con Deportivo Quito. Debutó en la selección de mayores el 4 de septiembre de 2010 en el BMO Field de Toronto ante la selección local, Canadá, a la cual vencieron 2-0 con un gol suyo. Luego, el 7 de septiembre en el segundo encuentro amistoso de la selección peruana contra el seleccionado de Jamaica, en el Lockhart Stadium de Miami, José Carlos anotó a los 84', un minuto después de haber ingresado como sustituto.
| \| PJ \| Fecha \| Ciudad \| Oponente \| Resultado \| Competición \| Goles \| \| -- \| ---------- \| --------------- \| -------- \| --------- \| -------------------------- \| ----- \| \| 1. \| 04-09-2010 \| Toronto \| Canadá \| 2–0 \| Amistoso \| 1 \| \| 2. \| 07-09-2010 \| Fort Lauderdale \| Jamaica \| 2–1 \| Amistoso \| 1 \| \| 3. \| 17-11-2010 \| Bogotá \| Colombia \| 1–1 \| Amistoso \| 0 \| \| 4. \| 21-03-2012 \| Arica \| Chile \| 1–3 \| Copa del Pacífico 2012 \| 0 \| \| 5. \| 23-05-2012 \| Lima \| Nigeria \| 1–0 \| Amistoso \| 0 \| \| 6. \| 10-06-2012 \| Montevideo \| Uruguay \| 4–2 \| Eliminatorias Mundial 2014 \| 0 \| |            |                 |          |           |                            |       |
| PJ | Fecha      | Ciudad          | Oponente | Resultado | Competición                | Goles |
| 1. | 04-09-2010 | Toronto         | Canadá   | 2–0       | Amistoso                   | 1     |
| 2. | 07-09-2010 | Fort Lauderdale | Jamaica  | 2–1       | Amistoso                   | 1     |
| 3. | 17-11-2010 | Bogotá          | Colombia | 1–1       | Amistoso                   | 0     |
| 4. | 21-03-2012 | Arica           | Chile    | 1–3       | Copa del Pacífico 2012     | 0     |
| 5. | 23-05-2012 | Lima            | Nigeria  | 1–0       | Amistoso                   | 0     |
| 6. | 10-06-2012 | Montevideo      | Uruguay  | 4–2       | Eliminatorias Mundial 2014 | 0     |

## Estadísticas
| Club                             | Div.                | Temporada           | Liga  | Liga  | Copas nacionales(1) | Copas nacionales(1) | Copas internacionales | Copas internacionales | Total | Total |
| Club                             | Div.                | Temporada           | Part. | Goles | Part.               | Goles               | Part.                 | Goles                 | Part. | Goles |
| -------------------------------- | ------------------- | ------------------- | ----- | ----- | ------------------- | ------------------- | --------------------- | --------------------- | ----- | ----- |
| Sport Coopsol · Perú             | 1.ª                 | 2002                | 10    | 1     | —                   | —                   | —                     | —                     | 10    | 1     |
| Sport Coopsol · Perú             | 1.ª                 | 2003                | 15    | 3     | —                   | —                   | —                     | —                     | 15    | 3     |
| Sport Coopsol · Perú             | Total club          | Total club          | 25    | 4     | 0                   | 0                   | 0                     | 0                     | 25    | 4     |
| Universidad San Martín · Perú    | 1.ª                 | 2004                | 19    | 3     | —                   | —                   | —                     | —                     | 19    | 3     |
| Universidad San Martín · Perú    | Total club          | Total club          | 19    | 3     | 0                   | 0                   | 0                     | 0                     | 19    | 3     |
| Universidad César Vallejo · Perú | 1.ª                 | 2004                | 14    | 2     | —                   | —                   | -                     | -                     | 14    | 2     |
| Universidad César Vallejo · Perú | 1.ª                 | 2005                | 13    | 1     | —                   | —                   | —                     | —                     | 13    | 1     |
| FBC Melgar · Perú                | 1.ª                 | 2006                | 38    | 5     | —                   | —                   | -                     | -                     | 38    | 5     |
| Coronel Bolognesi · Perú         | 1.ª                 | 2007                | 11    | 2     | —                   | —                   | —                     | —                     | 11    | 2     |
| Coronel Bolognesi · Perú         | Total club          | Total club          | 11    | 2     | 0                   | 0                   | 0                     | 0                     | 11    | 2     |
| Cienciano · Perú                 | 1.ª                 | 2007                | 21    | 12    | —                   | —                   | —                     | —                     | 21    | 12    |
| Cienciano · Perú                 | Total club          | Total club          | 21    | 12    | 0                   | 0                   | 0                     | 0                     | 21    | 12    |
| Chernomorets Odessa · Ucrania    | 1.ª                 | 2008                | 3     | 0     | —                   | —                   | —                     | —                     | 3     | 0     |
| Chernomorets Odessa · Ucrania    | Total club          | Total club          | 3     | 0     | 0                   | 0                   | 0                     | 0                     | 3     | 0     |
| Cercle Brugge · Bélgica          | 1.ª                 | 2008-09             | 7     | 0     | 2                   | 1                   | —                     | —                     | 9     | 1     |
| Cercle Brugge · Bélgica          | Total club          | Total club          | 7     | 0     | 2                   | 1                   | 0                     | 0                     | 9     | 1     |
| Alianza Lima · Perú              | 1.ª                 | 2009                | 35    | 3     | —                   | —                   | —                     | —                     | 35    | 3     |
| Alianza Lima · Perú              | 1.ª                 | 2010                | 16    | 7     | —                   | —                   | 8                     | 7                     | 24    | 14    |
| Deportivo Quito · Ecuador        | 1.ª                 | 2010                | 13    | 2     | —                   | —                   | 2                     | 1                     | 15    | 3     |
| Deportivo Quito · Ecuador        | Total club          | Total club          | 13    | 2     | 0                   | 0                   | 2                     | 1                     | 15    | 3     |
| Alianza Lima · Perú              | 1.ª                 | 2011                | 4     | 1     | —                   | —                   | —                     | —                     | 4     | 1     |
| Alianza Lima · Perú              | 1.ª                 | 2012                | 14    | 7     | —                   | —                   | 5                     | 1                     | 19    | 8     |
| Alianza Lima · Perú              | Total club          | Total club          | 69    | 18    | 0                   | 0                   | 13                    | 8                     | 82    | 26    |
| Argentinos Juniors Argentina     | 1.ª                 | 2012-13             | 8     | 0     | —                   | —                   | 0                     | 0                     | 8     | 0     |
| Argentinos Juniors Argentina     | Total club          | Total club          | 8     | 0     | 0                   | 0                   | 0                     | 0                     | 8     | 0     |
| Sporting Cristal · Perú          | 1.ª                 | 2013                | 27    | 5     | —                   | —                   | —                     | —                     | 27    | 5     |
| Sporting Cristal · Perú          | Total club          | Total club          | 27    | 5     | 0                   | 0                   | 0                     | 0                     | 27    | 5     |
| Real Garcilaso · Perú            | 1.ª                 | 2014                | 12    | 0     | —                   | —                   | —                     | —                     | 12    | 0     |
| Real Garcilaso · Perú            | Total club          | Total club          | 12    | 0     | 0                   | 0                   | 0                     | 0                     | 12    | 0     |
| Universidad César Vallejo · Perú | 1.ª                 | 2015                | 13    | 2     | 3                   | 1                   | —                     | —                     | 16    | 3     |
| Universidad César Vallejo · Perú | Total club          | Total club          | 40    | 5     | 3                   | 1                   | 0                     | 0                     | 43    | 6     |
| FBC Melgar · Perú                | 1.ª                 | 2016                | 30    | 5     | —                   | —                   | 4                     | 0                     | 34    | 5     |
| FBC Melgar · Perú                | 1.ª                 | 2017                | 6     | 0     | —                   | —                   | 1                     | 0                     | 7     | 0     |
| FBC Melgar · Perú                | Total club          | Total club          | 74    | 10    | 0                   | 0                   | 5                     | 0                     | 79    | 10    |
| Deportivo Municipal · Perú       | 1.ª                 | 2017                | 14    | 7     | —                   | —                   | —                     | —                     | 14    | 7     |
| Deportivo Municipal · Perú       | 1.ª                 | 2018                | 40    | 7     | —                   | —                   | —                     | —                     | 40    | 7     |
| Deportivo Municipal · Perú       | Total club          | Total club          | 54    | 14    | 0                   | 0                   | 0                     | 0                     | 54    | 14    |
| Carlos A. Mannucci · Perú        | 1.ª                 | 2019                | 14    | 5     | 2                   | 0                   | —                     | —                     | 16    | 5     |
| Carlos A. Mannucci · Perú        | 1.ª                 | 2020                | 23    | 2     | —                   | —                   | —                     | —                     | 23    | 2     |
| Carlos A. Mannucci · Perú        | 1.ª                 | 2021                | 22    | 5     | 2                   | 1                   | 2                     | 1                     | 26    | 7     |
| Carlos A. Mannucci · Perú        | 1.ª                 | 2022                | 14    | 0     | —                   | —                   | —                     | —                     | 14    | 0     |
| Carlos A. Mannucci · Perú        | Total club          | Total club          | 73    | 12    | 4                   | 1                   | 2                     | 1                     | 77    | 14    |
| Total en su carrera              | Total en su carrera | Total en su carrera | 455   | 89    | 9                   | 4                   | 22                    | 9                     | 486   | 102   |

## Palmarés

### Campeonatos nacionales
| Título                    | Club            | País | Año  |
| ------------------------- | --------------- | ---- | ---- |
| Segunda División del Perú | Sport Coopsol   | Perú | 2003 |
| Torneo del Inca           | César Vallejo   | Perú | 2015 |
| Torneo de Verano          | F. B. C. Melgar | Perú | 2017 |

### Distinciones individuales
| Distinción                          | Año  |
| ----------------------------------- | ---- |
| Máximo goleador del Torneo Clausura | 2007 |